# Леонтьев, Алексей Алексеевич (генерал)
Алексей Алексеевич Леонтьев (1771 или 1773 — 01.11.1827) — генерал-майор, Георгиевский кавалер.
Происходил из дворянского рода Леонтьевых. Его отец, полковник Алексей Иванович Леонтьев, был Георгиевским кавалером и в 1799 году стал управляющим дворцовым хозяйством Царского Села. В семье было пять сыновей и две дочери; Алексей был первым ребёнком.
В службу вступил в 1794 году из камер-пажей в лейб-гвардии Семеновский полк, в тот же год стал поручиком; штабс-капитан (1797), капитан (1798), полковник (1799).
В октябре 1800 года в чине генерал-майора стал шефом мушкетёрского полка, с батальоном которого принимал участие в Джаро-Белоканском походе 1803 года в составе войск под командой генерал-майора Гулякова, в том числе и в битве при Белокане, за что был награждён орденом Святого Георгия IV класса (№ 1500 (639); 30 сентября 1803), и в боях при разбитии царевича Александра и Шериф-паши.
В 1801 году участвовал в боях при переходе через Кавказские горы в Грузию.
В 1805 году по воле императора Александра I из 2-х кадровых батальонов, выделенных из Ревельского и Навагинского мушкетерских полков сформировал полк наименованный Могилевским мушкетерским; до конца 1807 года А. А. Леонтьев был шефом полка. Участвовал в войне четвёртой коалиции.
В 1810 году вышел в отставку.
Владел имением в Епифанском уезде Тульской губернии.